# Li Ming (actriu)
|  | Per a altres significats, vegeu «Li Ming». |

Li Ming va arribar a ser una de les principals actrius de la Manchuria Motion Picture Corporation (Man'ei), companyia manxú i japonesa, considerada pel xinesos nacionalistes i comunistes com un instrument de propaganda imperialista japonesa. Condemnada per traïció fou empresonada l'any 1945.